# Dinos de Saltillo
| Dinos                                                               | Dinos                              |
| Gegründet 2016 Spielen in Saltillo                                  | Gegründet 2016 Spielen in Saltillo |
| ------------------------------------------------------------------- | ---------------------------------- |
| \| \| \| \| \| \|                                                   |                                    |
| Teamfarben                                                          | Lila, Schwarz, Türkis              |
| Liga                                                                |                                    |
| - Liga de Fútbol Americano Profesional                              |                                    |
| Personal                                                            |                                    |
| Head Coach                                                          | Javier Adame                       |
| Erfolge                                                             |                                    |
| Meisterschaften (0)                                                 |                                    |
| Play-off-Teilnahmen (5) 2017, 2018, 2022–2024                       |                                    |
| Stadien                                                             |                                    |
| - Estadio FES Acatlán (2019 und 2022) - Estadio Francisco I. Madero |                                    |
|                                                                     |                                    |
|                                                                     |                                    |

Die Dinos de Saltillo sind ein mexikanisches American-Football-Team in der Liga de Fútbol Americano Profesional (LFA), das am 28. September 2016 mit Sitz in der Stadt Saltillo, Coahuila, gegründet wurde. Sie gehörten zusammen mit den Fundidores de Monterrey zu den zwei Expansionsteams der LFA-Saison 2017. Der Name Dinos wurde von einem früheren Team übernommen, das 1995 und 1996 in der damaligen Liga Master gespielt hatte. Eigentümer des Teams ist Francisco Javier Orozco.
In ihrer ersten Saison konnten die Dinos in der regulären Saison nur zwei ihrer sieben Spiele gewinnen. Sie qualifizierten sich trotzdem als zweiter der Division Nord für die Play-offs, zogen ins Finale, dem Tazon Mexico II ein, unterlagen jedoch den Mayas mit 18:24. 2018 waren sie bestes Team der regulären Saison in der Division Nord, 2022 der ganzen Liga. In beiden Spielzeiten scheiterten sie jedoch bereits im Halbfinale. In der Saison 2023 holten die Dinos mit sieben Siegen aus zehn Spielen den zweiten Platz der regulären Saison. Mit einem 17:10-Sieg gegen die Reyes de Jalisco zogen die Dinos in den Tazón Mexićo VI ein. Dort unterlag man den Caudillos de Chihuahua mit 0:10. 
Die Dinos spielten anfangs im Olympiastadion Saltillo mit einer Kapazität von 8,000 Zuschauern. Seit 2022 spielen sie im Estadio Francisco I. Madero, einem Baseball-Stadion mit einer Kapazität von 14.000. Die Farben der Mannschaft sind Lila, Schwarz und Weiß. Sie gehört zu den Mannschaften mit den meisten Fans in der LFA. 

## Statistik
| Spielzeit | Entrenador              | Reguläre Saison | Reguläre Saison | Reguläre Saison | Reguläre Saison | Reguläre Saison | Reguläre Saison | Reguläre Saison | Reguläre Saison | Postseason                                                             |
| Spielzeit | Entrenador              | Division        | Platz           | Sp              | S               | N               | SQ              | P+              | P–              | Postseason                                                             |
| --------- | ----------------------- | --------------- | --------------- | --------------- | --------------- | --------------- | --------------- | --------------- | --------------- | ---------------------------------------------------------------------- |
| 2017      | Guillermo Ruiz Burguete | North           | 2.              | 7               | 2               | 5               | 0.286           | 117             | 137             | Divisionsfinale: 48:18 gegen Eagles Tazon Mexico II: 18:24 gegen Mayas |
| 2018      | Carlos Cabral           | North           | 1.              | 7               | 4               | 3               | 0.571           | 123             | 167             | Divisionsfinale: 6:21 gegen Raptors                                    |
| 2019      | Javier Adame            | North           | 3.              | 8               | 3               | 5               | 0.375           | 110             | 125             | —                                                                      |
| 2020      | Javier Adame            | North           | 2.              | 5               | 3               | 2               | 0.570           | 93              | 89              | Saison abgebrochen                                                     |
| 2022      | Javier Adame            | –               | 1.              | 6               | 5               | 1               | 0.833           | 133             | 75              | Halbfinale: 20:27 gegen Gallo Negros                                   |
| 2023      | Javier Adame            | –               | 2.              | 10              | 7               | 3               | 0.700           | 285             | 252             | Halbfinale: 17:10 gegen Reyes Taxon Mexico VI: 0:10 gegen Caudillos    |
| 2024      | Javier Adame            | –               | 4.              | 8               | 4               | 4               | 0.500           | 139             | 171             | Wild Card: 17:26 gegen Fundidores                                      |
| Summe     |                         |                 |                 | 51              | 28              | 23              | 0.548           | 1000            | 1016            | Zwei Siege, fünf Niederlagen                                           |